# Художня гімнастика на Всесвітніх іграх 2013
Змагання з художньої гімнастики на Всесвітніх іграх 2013 року пройшли з 25 по 27 липня у Калі, Колумбія.

### Медальний залік
| Місце  | Країна   | Золото | Срібло | Бронза | Загалом |
| ------ | -------- | ------ | ------ | ------ | ------- |
| 1      | Білорусь | 2      | 1      | 0      | 3       |
| 2      | Україна  | 1      | 2      | 2      | 5       |
| 3      | Росія    | 0      | 0      | 1      | 1       |
| Всього | Всього   | 3      | 3      | 3      | 9       |

## Медалісти
| Дисципліна         | Золото                  | Срібло                  | Бронза                      |
| Особиста першість  | Особиста першість       | Особиста першість       | Особиста першість           |
| ------------------ | ----------------------- | ----------------------- | --------------------------- |
| Вправа з обручем   | Ганна Різатдінова (UKR) | Мелітіна Станюта (BLR)  | Єлизавета Назаренкова (RUS) |
| Вправа з м'ячем    | Мелітіна Станюта (BLR)  | Ганна Різатдінова (UKR) | Аліна Максименко (UKR)      |
| Вправа з булавами  | Мелітіна Станюта (BLR)  | Ганна Різатдінова (UKR) | Аліна Максименко (UKR)      |
| Вправа зі стрічкою | скасовано               |                         |                             |

#### Вправа з обручем
| Місце | Гімнастка                   | Сума   |
| ----- | --------------------------- | ------ |
| 1     | Ганна Різатдінова (UKR)     | 17,950 |
| 2     | Мелітіна Станюта (BLR)      | 17,450 |
| 3     | Єлизавета Назаренкова (RUS) | 17,033 |

#### Вправа з м'ячем
| Місце | Гімнастка               | Сума   |
| ----- | ----------------------- | ------ |
| 1     | Мелітіна Станюта (BLR)  | 17,800 |
| 2     | Ганна Різатдінова (UKR) | 17,766 |
| 3     | Аліна Максименко (UKR)  | 17,550 |

#### Вправа з булавами
| Місце | Гімнастка               | Сума   |
| ----- | ----------------------- | ------ |
| 1     | Мелітіна Станюта (BLR)  | 17,983 |
| 2     | Ганна Різатдінова (UKR) | 17,933 |
| 3     | Аліна Максименко (UKR)  | 17,900 |

#### Вправа зі стрічкою
Змагання за стрічкою були скасовані через невідповідні умови проведення турніру. Висока температура на тренувальному та змагальному килимі, а також сильні протяги робили неможливими умови проведення турніру зі стрічкою.